# 斯帕巴德

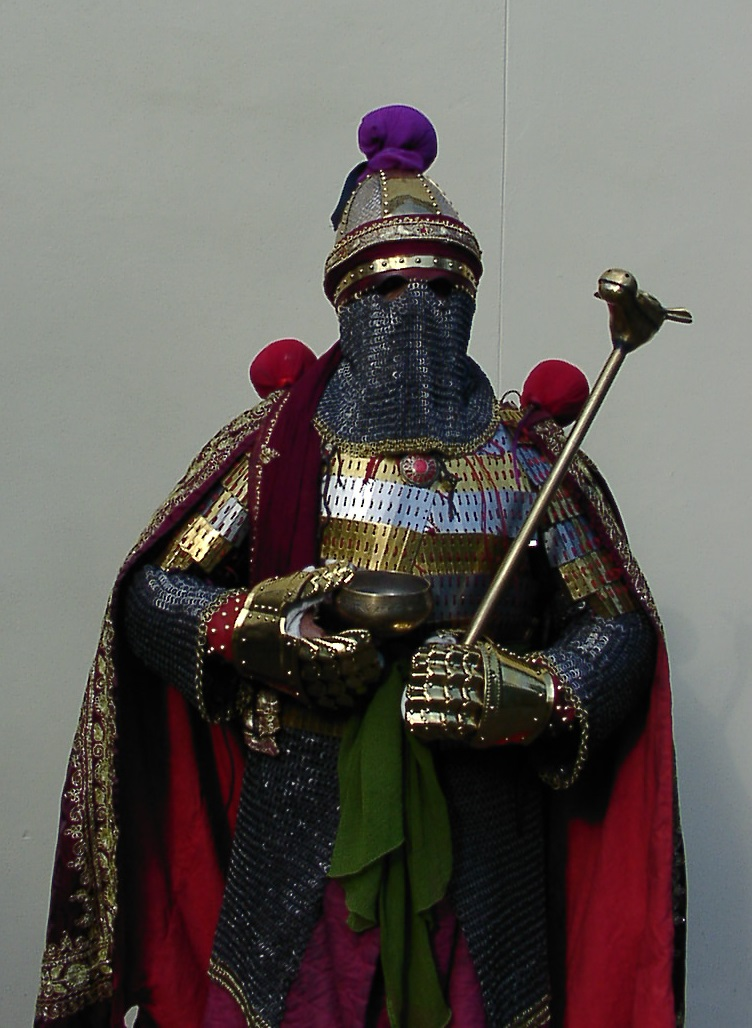
薩珊王朝晚期軍隊司令造型，依據資料重組所得。

斯帕巴德（Spāhbed，中古波斯語：𐭮𐭯𐭠𐭧𐭯𐭲；也拼寫成spahbod和spahbad），意為“軍團長”，主要在薩珊王朝時期採用。最初王朝只有一位“斯帕巴德”， 稱為 “Ērān-spāhbed，（總司令，Commander-in chief）”，是薩珊王朝軍隊的大元帥。王朝到霍斯勞一世（在位期間約公元531年到579年）時代起，這個頭銜增為四個，每個羅盤方位（即東北，西南，東南，西北四個方位）都設置一位斯帕巴德。公元7世紀，穆斯林征服波斯之後，在東方的斯帕巴德設法保住對裏海南岸人跡罕至的塔巴里斯坦山區的控制權，仍使用這個頭銜作為當地統治者的稱呼，但通常會採用伊斯蘭的寫法 - 伊斯帕巴德（ ）（(波斯語：‎; 阿拉伯语：‎ )），到13世紀當地被蒙古人征服後，這種頭銜才被停用。這個起源於波斯，而穆斯林稱為ispahsālār的頭銜，在10到15世紀期間也在整個穆斯林世界中被廣泛使用。
亞美尼亞人、喬治亞人、于闐人(spāta)、以及中亞的粟特人 (spʾdpt)也都採用這種頭銜。古希臘語的資料裡面也有()，佐證這種頭銜的存在。巴列維王朝在20世紀由重新使用這個頭銜，現代波斯語中的 (‎)，相當於三星中將（Lieutenant General），官階在 arteshbod（上將，full General）之下。

## 伊斯蘭征服前用法
這頭銜可在阿契美尼德王朝時期，用古波斯語寫法的spādhapati（*spādha-“軍隊”和*pati-“司令”)）得到印證，代表是軍隊總司令。頭銜（安息語：𐭎𐭐𐭀𐭃𐭐𐭕𐭉）在安息帝國時期繼續使用，在伊朗七大家族的其中的一個家族，這個頭銜似乎是世襲的。
繼安息帝國之後的薩珊王朝，仍把頭銜保留。這頭銜在3世紀的一系列銘文中得到證實。記錄在中古波斯語（巴列維銘文字母） spʾhpty 以及 spʾhpt (讀為spāhbed)，和安息語（帕提亞銘文字母）𐭀𐭎𐭐𐭀𐭃𐭐𐭕𐭉 'sp'dpty 以及 𐭎𐭐𐭃𐭐𐭕𐭉 spdpty（讀為（a）spāẟbed）。

直到公元6世紀初，一直只有一人擁有Ērān-spāhbed的頭銜，根據9世紀穆斯林歷史學家雅庫比整理的前朝名號級別清單中，這個頭銜在宮廷體系裡面排序是第五位。
拜占庭帝國用敘利亞語記載的資料來源中，記錄下好幾位資深將領的資料，這些人可能在6世紀初擁有這個頭銜。因此，在公元502-506年拜占庭帝國和薩珊王朝之間的阿納斯塔斯戰役中，一位名為Boes（Bōē）的波斯人與拜占庭的大臣菲塞盧姆·塞勒談判，但Boes在505年去世，在敘利亞語記載的資料中此人的稱號為astabid（也被拼寫為astabbid、astabad、astabadh）。在談判中未記錄下姓名的繼任者也擁有這一頭銜。一些現代學者已將其解釋為與拜占庭的大臣相對應的新頭銜，或許這個頭銜是由卡瓦德一世在503年前不久所建立，目的是削弱伍茲古拉·法拉瑪達爾（wuzurg framadar，官銜名稱，約與宰相相同）的權威。但這個敘利亞語的字很可能只是spāhbed（在敘利亞語中通常記錄為aspabid）的變體，或者也可能是asp(a)bed（“騎兵司令，chief of the cavalry”），因為在希臘語記錄中，這位繼任者的名字為Aspebedes（拉丁文：Aspebedus）、Aspevedes、或Aspetios（拉丁文：Aspetius）。再一次，在拜占庭帝國與薩珊王朝的高加索伊比利亞戰爭（526年到532年）期間，根據歷史學家普羅科匹厄斯的說法，一個名叫Aspebedes（即霸威）的人，此人是霍斯勞一世的舅舅，在527年，他參加與拜占庭特使的談判，在531年，他連同薩珊王朝東北方司令，以及名為米爾-米盧的將軍，侵入美索不達米亞。但威霸因為加入其他貴族支持霍斯勞一世的兄弟Zames，密謀推翻霍斯勞一世，旋即被霍斯勞一世處決。

### 霍斯勞一世改革
為遏制大元帥的權力過於強大，或許霍斯勞一世的父親卡瓦德一世（統治期間約499年到531年）已計劃做改革，霍斯勞一世把“Ērān-spāhbed”的職務分割成四個區域司令部，到四個傳統的主要方向（請參考英文版Šahrestānīhā ī Ērānšahr，約可翻譯為伊朗各省都會（the Provincial Capitals of Iran））：“東方軍隊司令（呼羅珊）”（kust ī khwarāsān spāhbed）、“南方軍隊司令”（kust ī nēmrōz spāhbed）、 “西方軍隊司令”（kust ī khwarbārān spāhbed）、和“阿塞拜疆軍隊司令”（kust ī Ādurbādagān spāhbed，用西北方的阿塞拜疆來取代“北”，是因為“北”含有負面含義）。每個司令管轄區的確切地理定義可從第7世紀亞美尼亞博學家阿南尼亞·斯拉卡西的作品地理檢索到。由於這項改革僅在後來的文學資料中被提及，其正確發生時間曾遭受過質疑，或有人認為是在霍斯勞一世統治時期以後才發生，但最近陸續發現的13種印鑑，其中包括8位“斯帕巴德”的名字，證明他們都是霍斯勞一世和他的繼任者霍米茲德四世（在位期間579年到590年）統治時期的人物；紐約市技術學院教授Parvaneh Pourshariati 的看法，認為其中兩人可追溯到霍斯勞二世（統治期間590年-628年）。已知的八位斯帕巴德是：
| 名字                              | 指揮所 | 在位國王                 | 出身家族         | 其他頭銜                                                                       |
| --------------------------------- | ------ | ------------------------ | ---------------- | ------------------------------------------------------------------------------ |
| Chihr-Burzēn (齊爾-博仁)          | 東方   | 霍斯勞一世               | 卡倫家族         |                                                                                |
| Dād-Burzēn-Mihr (博卓戈米爾       | 東方   | 霍米茲德四世             | 卡倫家族         | aspbed ī pāhlav（騎兵司令）                                                    |
| Wahrām Ādurmāh (巴蘭·瑪·阿德哈爾) | 南方   | 霍斯勞一世及霍米茲德四世 | 不詳             | šahr-Hazarbed (皇家衛隊司令，僅在霍米茲德四世時期有此頭銜), nēwānbed, šābestan |
| Wēh-Shāhbur                       | 南方   | 霍斯勞一世               | 不詳             | aspbed ī pārsīg（騎兵司令）                                                    |
| Pīrag-i Shahrwarāz (薩爾巴拉茲)   | 南方   | 霍斯勞二世               | 米黑蘭家族       | 沙赫爾巴拉茲（帝國之豬）                                                       |
| Wistakhm (威斯塔姆)               | 西方   | 霍斯勞二世及霍米茲德四世 | 伊斯帕布德漢家族 | Hazarbed（皇家衛隊司令）                                                       |
| Gōrgōn or Gōrgēn (高隆·米黑蘭)    | 北方   | 霍斯勞一世               | 米黑蘭家族       |                                                                                |
| Sēd-hōsh (?)                      | 北方   | 霍斯勞一世               | 米黑蘭家族       | šahr-aspbed                                                                    |

很難從文學來源中識別出其他擁有斯帕巴德頭銜者的人名，因為這個頭銜與同一人所擁有其他的職務和官銜同時並列（例如 “Shaarwarāz ”（“帝國之豬，Boar of the Empire”，boar這個字被古波斯人認為是善於戰鬥，而且好戰者，而且是祆教中代表勝利的神祈。請參考沙赫爾巴拉茲），而且常被用作個人的名字。在後來文學資料中，造成混亂的另一個因素，是這個頭銜與marzbān（“守衛邊區藩侯，frontier-warden, margrave”）和pāygōsbān（“地區防衛官，district guardian”）的初階省級頭銜互換使用。

## 伊斯蘭時期

### 塔巴里斯坦

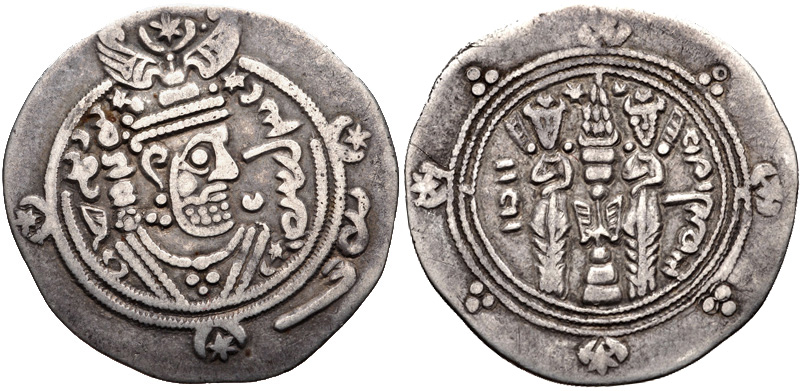
達布依王朝最後一位ispahbadh，塔巴里斯坦的庫爾希德時期（公元740年到761年）所鑄的迪拉姆銀幣。

在穆斯林征服波斯的過程中，呼羅珊的斯帕巴德顯然是撤退進入塔巴里斯坦山區。這位斯帕巴德邀請薩珊王朝最後一位國王伊嗣俟三世前往避難，但為所拒，伊嗣俟三世在651年於梅爾夫被殺害。這位斯帕巴德如同薩珊王朝各地區的許多地方（譬如鄰近的戈爾甘和吉蘭）的統治者一樣，也與阿拉伯人達成協議，每年呈送貢品，而維持是塔巴里斯坦當地實際上的獨立統治者。這種統治標誌著達布依王朝的建立，他們統治塔巴里斯坦直到759年-761年，之後被阿拔斯王朝征服，併入哈里發國而成為其中的一個省份。這些波斯小王朝的早期統治者企圖明顯，他們自己鑄造錢幣，上面有中古波斯語巴列維文字的圖案，和從薩珊王朝於651年覆亡後接續的年號系統，並自取封號如吉蘭統治者（Gīlgīlan）、帕達什瓦爾加統治者（Padashwargarshah，shah of Padashwargar。Padashwargar是塔巴里斯坦山脈的古名）、和呼羅珊的伊斯帕巴德（ispahbadh為spahbed的新波斯語寫法）。
這個地區的其他地方統治者也自行冠上ispahbadh的頭銜，他們宣稱自己與薩珊王朝有遙遠的血緣關係：伊朗七大家族之一的卡倫家族，他們視自己為達布依王朝的繼承人，統治塔巴里斯坦中部和西部，直到839年/840年，還有東部山區的巴文德王朝，這個王朝的各個分支都得以倖存，直到13世紀被蒙古人征服為止。這個頭銜也被塔里巴斯坦旁邊的德萊木統治者使用。但在德萊木地區後來一些文字資料顯示，這頭銜只用在地方性的頭目而已。

### 中亞
在呼羅珊，這個稱號被當地粟特統治者採用。有位巴爾赫的伊斯帕巴德在公元709年被提及，一位納沙（Nasa）的伊斯帕巴德阿爾-伊斯康德（al-Ishkand）在737年被提及，在9世紀初期這個稱號和一位在喀布爾的國王有關聯。在1090年代，這個稱號是塞爾柱帝國指揮官Isfabadh ibn Sawtigin個人的名字（Isfabadh=ispahbadh），此人曾一度取得麥加的控制權。

## 亞美尼亞
亞美尼亞王國由安息帝國的一個皇族分支所統治，首先以其古波斯語形式，亞美尼亞語表達為[a]parapet，然後在薩珊人的影響下改用中古波斯語形式，亞美尼亞語表達為aspahapet。頭銜和波斯的用法一樣，被用作皇家軍隊的總司令，並由馬米科尼揚家族以世襲的方式繼承。

## 喬治亞
在喬治亞機構中的頭銜spaspet，與鄰國亞美尼亞的sparpet約略相同，是受到波斯薩珊王朝的的頭銜spahbed影響下而制定，但不同之處在於這頭銜並非世襲，而且不僅用在軍隊，還用在文官系統中。
根據中世紀的喬治亞編年史，spaspet的頭銜是由公元前3世紀的第一位國王法爾納瓦茲一世所引入。這頭銜歷經各種修改，得以倖存到中世紀和現代的喬治亞，直至19世紀初被俄羅斯帝國吞併後才遭到停用。